# Norbert Schuler
Norbert Schuler (* 4. November 1938 in Nürnberg) ist ein ehemaliger deutscher Hockeyspieler. Er war 1968 Olympiavierter.  

## Sportliche Karriere
Norbert Schuler bestritt zwischen 1960 und 1969 insgesamt 69 Länderspiele. Bei den Olympischen Spielen 1960 in Rom wirkte er in drei von fünf Spielen mit und erzielte ein Tor gegen Frankreich. Die deutsche Mannschaft belegte den siebten Platz. Acht Jahre später bei den Olympischen Spielen 1968 in Mexiko-Stadt schoss Schuler bei seinen sieben Einsätzen drei Tore. Am Ende des Turniers unterlag die deutsche Mannschaft im Spiel um den dritten Platz der indischen Mannschaft mit 1:2 und belegte den vierten Platz, das einzige deutsche Tor in diesem Spiel erzielte Schuler.
1963 wurde die deutsche Nationalmannschaft nach dem Länderturnier in Lyon, an dem auch Schuler teilnahm, zur Mannschaft des Jahres gewählt.
Norbert Schuler spielte bei der HG Nürnberg. Mit diesem Verein wurde er 1964 Zweiter der Deutschen Meisterschaft im Feldhockey, 1968 gewannen die Nürnberger die deutsche Meisterschaft im Hallenhockey.